# Запрет Винни-Пуха в Китае

Интернет-мем, в котором идущие рядом Си Цзиньпин и Барак Обама сравниваются с Винни-Пухом и Тигрой

Запре́т Ви́нни-Пу́ха в Китае — начиная с июля 2017 года, китайские правительственные органы подвергают цензуре изображения и упоминания в интернете плюшевого медвежонка Винни-Пуха, особенно диснеевскую версию этого персонажа. Считается, что цензурные ограничения возникли из-за распространения интернет-мемов, сравнивавших генерального секретаря Коммунистической партии Китая (КПК) Си Цзиньпина с этим героем мультфильма, что китайское правительство расценивает как неуважительную насмешку над лидером своей страны.

## Сравнение Си Цзиньпина с Винни-Пухом
Появление сравнений героя мультфильма с Си Цзиньпином было впервые отмечено в 2013 году после его встречи с президентом США Бараком Обамой. Тогда появился мем, изображавший двух идущих рядом руководителей рядом с изображением медвежонка и его друга Тигры. Тогда же в социальных сетях стали появляться другие аналогичные сравнения Си Цзиньпина, изображённого вместе с другими лидерами — в частности с премьер-министром Японии Синдзо Абэ, в котором пользователи интернета увидели сходство с Иа — грустным осликом, также являющимся героем книг и мультфильмов о Винни-Пухе. Поскольку критика в адрес высшего руководства в Китае не допускается, власти осудили сравнение его с медвежонком.
В 2017 году в Китае заблокированы изображения и упоминания Винни-Пуха в социальных сетях. Власти страны озабочены не только тем, чтобы избежать насмешек в отношении своих лидеров, но и тем, чтобы этот персонаж не стал онлайн-эвфемизмом генерального секретаря Коммунистической партии.
Несмотря на цензуру в интернете, в Китае нет запрета на книги о Винни-Пухе и изображающие его игрушки, которые по-прежнему можно приобрести в стране. В шанхайском Диснейленде также до сих пор работают два аттракциона на тему мультфильма о Винни-Пухе.

## Культурное влияние
В октябре 2019 года Винни-Пух был показан в эпизоде мультипликационного сериала «Южный парк» «Группа в Китае» из-за его предполагаемого сходства с Си. В этом эпизоде Пух был жестоко убит Рэнди Маршем. Из-за этого эпизода «Южный парк» был запрещён в Китае.
21 марта 2023 года компания VII Pillars Entertainment объявила на своей странице в социальной сети Facebook о том, что фильм «Винни-Пух: Кровь и мёд», выход которого в специальных административных районах Китая Гонконге и Макао первоначально планировался на 23 марта, не будет выпущен там. Предполагается, что на этот шаг повлияла поправка к правилам цензуры фильмов в Гонконге, внесённая в 2021 году, которая запрещает публичный показ фильмов, которые считаются «потенциально вредными для национальной безопасности». Однако VII Pillars Entertainment не предоставила никаких объяснений своего решения.
8 апреля 2023 года ВВС Тайваня опубликовали изображение одного тайваньского военного лётчика, на униформе которого имелась нашивка с изображением формозского чёрного медведя, бьющего Винни-Пуха. Изображение было разработано Алеком Сюем в 2022 году. После того, как фотография стала вирусной, г-н Сюй выпустил дополнительную партию таких нашивок из-за её популярности как среди гражданских лиц, так и среди военных. «Разработав эту нашивку, я хотел поднять боевой дух наших солдат», — сказал он средствам массовой информации. Нашивка не является официальной частью униформы тайваньских ВВС, однако военные «не будут ограничивать использование» предметов, поднимающих боевой дух.
19 января 2024 у британского пианиста Брендана Каваны возник конфликт с группой китайцев, которую он расценил как попытку распространения китайской цензуры в Великобритании. Видео с этим инцидентом стало вирусным. 27 января 2024 года пианист выпустил новое видео с того же места, в котором он выступил с несколькими игрушками Винни-Пуха как символа китайской цензуры в руках.